# Sena Madureira (gemeente)
Sena Madureira is een gemeente in de Braziliaanse deelstaat Acre. De gemeente telt 43.139 inwoners (schatting 2017).

## Aangrenzende gemeenten
De gemeente grenst aan Assis Brasil, Brasiléia, Bujari, Manoel Urbano, Rio Branco, Xapuri en Boca do Acre (AM).

### Landsgrens
En met als landsgrens aan het district Iñapari in de provincie Tahuamanu in de regio Madre de Dios met het buurland Peru.